# Киевский военный лицей
Киевский военный лицей имени Ивана Богуна (укр. Київський військовий ліцей імені Івана Богуна) — среднее общеобразовательное учебно-воспитательное заведение нового типа с военно-профессиональным направлением обучения и воспитания.
Право на поступление в лицей имеют юноши и девушки, которые окончили 9 классов средней общеобразовательной школы, пригодны по состоянию здоровья обучаться в лицее и после его окончания желают продолжать обучение в высших военных учебных заведениях Министерства обороны Украины.

## История
Основан в 1943 году как Харьковское суворовское военное училище, которое было переведено в Киев в 1947 году. В то время это было одно из двух суворовских училищ в Советском Союзе.
В 1992 году на основании Постановления Кабинета Министров Украины от 19 августа 1992 года на базе Киевского суворовского военного училища создан Киевский военный лицей.

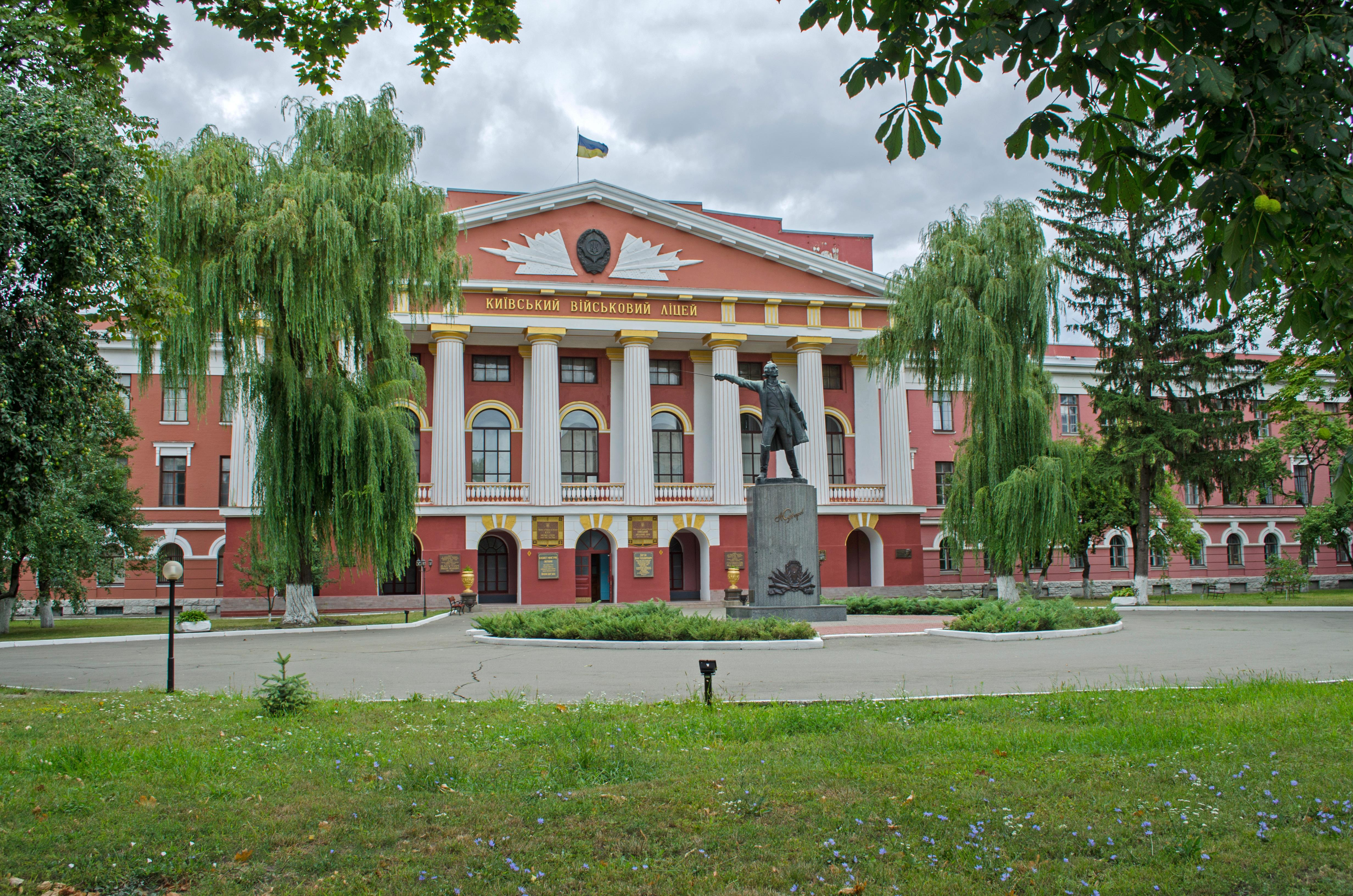
Главный корпус лицея

14 октября 1992 года министр обороны Украины издал приказ № 133 «О реформировании Киевского суворовского военного училища».
С 1993 года введён трёхлетний срок обучения. 
4 октября 1994 года Киевскому военному лицею был вручен Боевой флаг Вооруженных Сил Украины.
Постановлением Кабинета Министров Украины от 1 июня 1998 года № 764 Киевскому военному лицею присвоено имя Ивана Богуна, а в марте 1998 года лицею выдана лицензия на проведение образовательной деятельности, связанной с предоставлением полного среднего образования.
24 января 2019 года памятник А.В. Суворову, находящийся на территории учебного заведения, был демонтирован.
С 1 сентября 2019 на обучение принимаются девушки.

## Деятельность
В 2001 году Киевский военный лицей был отмечен дипломом Международного открытого рейтинга популярности и качества «Золотая фортуна».
В 2003 году лицей награждён Почетной грамотой Верховной Рады Украины.
Приказом начальника Главного управления образования и науки исполнительного органа Киевского городского совета от 25.07.2005 за № 196 Киевский военный лицей имени Ивана Богуна признан аттестованным с отличием.

### Руководители лицея
- Виктор Сидоров (1992—1993)
- Александр Шкребтиенко (1993—1999)
- Леонид Кравчук (1999—2008)
- Игорь Тхоржевский (2008—2010)
- Даниил Романенко (2010—2013)
- Александр Бондаренко (2013—2016)
- Игорь Гордийчук (2016—2023)
- Евгений Камалов (с 2023)

## Украинская православная церковь
- Временный храм Спаса Нерукотворного. Освящён в 2012 году[4]